# Oederan
Oederan település Németországban, azon belül Szászország tartományban. Lakosainak száma 7706 fő (2023. december 31.). Oederan Flöha, Eppendorf és Leubsdorf községekkel határos.

## Népesség
A település népességének változása:
| Lakosok száma | 8027 | 8002 | 7832 | 7782 | 7706 |
|               | 2017 | 2019 | 2021 | 2022 | 2023 |